# Samogłoska półprzymknięta centralna zaokrąglona
Samogłoska półprzymknięta centralna zaokrąglona jest to typ samogłoski spotykany w językach naturalnych. Symbol, który przedstawia ten dźwięk w Międzynarodowym Alfabecie Fonetycznym, to ɵ (poziomo przekreślone o).
Symbol ɵ został dodany do MAF w 1993 roku; poprzednio zapisywano tę samogłoskę symbolem ö (jako scentralizowaną samogłoskę półprzymkniętą tylną zaokrągloną).

## Języki, w których występuje ten dźwięk
- język szwedzki: full [fɵl] "pełny"
- język kantoński heoi [hɵy̯] "iść"